# Campeonato Argentino de Futebol de 1894
O Campeonato Argentino de Futebol de 1894, originalmente denominado Championship Cup 1894, foi o terceiro campeonato de futebol disputado em Buenos Aires, e o segundo organizado pela Argentine Association Football League, entidade fundada em 21 de fevereiro de 1893 por Alejandro Watson Hutton e considerada oficialmente como predecessora da atual Asociación del Fútbol Argentino. O certame foi disputado em dois turnos de todos contra todos, entre os meses de maio e setembro do ano de 1894. O Lomas Athletic conquistou o seu segundo título de campeão argentino.

## Afiliações e desfiliações
- Equipes incorporadas: Rosario Athletic, Lobos Athletic, Saint Andrew's e Retiro Athletic.
- Equipes relegadas na temporada de 1893: Quilmes Rowers Athletic Club e Buenos Aires English High School Athletic.

Desta maneira o número de equipes participantes para esta temporada aumentou para seis.

## Participantes
| Equipe           |
| ---------------- |
| Flores Athletic  |
| Lobos Athletic   |
| Lomas Athletic   |
| Retiro Athletic  |
| Rosario Athletic |
| Saint Andrew's   |

## Classificação final
| Pos | Equipes          | Pts | J  | V | E | D |
| --- | ---------------- | --- | -- | - | - | - |
| 1.  | Lomas Athletic   | 18  | 10 | 8 | 2 | 0 |
| 2.  | Rosario Athletic | 14  | 10 | 6 | 2 | 2 |
| 3.  | Flores Athletic  | 12  | 10 | 6 | 0 | 4 |
| 4.  | Lobos Athletic   | 9   | 10 | 3 | 3 | 4 |
| 5.  | Saint Andrew's   | 6   | 10 | 3 | 0 | 7 |
| 6.  | Retiro Athletic  | 1   | 10 | 0 | 1 | 9 |

## Premiação
| Campeonato Argentino de Futebol de 1894 |
| --------------------------------------- |
| Lomas Athletic Campeão (2° título)      |

## Desfiliações e afiliações
Rosario Athletic, Lobos Athletic e Saint Andrew's perderam a afiliação, sendo substituídos por Quilmes Rovers, English High School e Lomas Academy, para o torneio de 1895.

## Bibliografía
- Estévez, Diego (2010). 38 Campeones del fútbol argentino 1891-2010. [S.l.]: Ediciones Continente. ISBN 978-950-754-301-2